# ترفلاوین بی
ترفلاوین بی (به انگلیسی: Terflavin B) با فرمول شیمیایی C34H24O22 یک ترکیب شیمیایی با شناسه پاب‌کم 44584734 است. که جرم مولی آن ۷۸۴٫۵۴ گرم بر مول می‌باشد. 